# 花川戸公園
花川戸公園（はなかわどこうえん）は、東京都台東区花川戸（一丁目及び二丁目）にある公園。都市計画上の名称は台東第2・2・13号花川戸公園。

## 概要
1950年（昭和25年）6月10日に開園。同年10月1日に台東区に移管。面積5,304.14m2。
道路を挟んで花川戸公園（南側）と花川戸公園（北側）に分かれている。
1983年度（昭和58年度）に花川戸公園（南側）、1987年度（昭和62年度）に花川戸公園（北側）の改造が行われた。
園内には複合遊具、スポーツコーナー、助六の歌碑、東京都指定旧跡の姥ヶ池碑などがある。助六の歌碑は、九世市川團十郎が自作の歌を揮毫して、1879年(明治12年)に浅草の仰願寺に建立したものだったが、関東大震災で崩壊し、長く土中に埋もれていたものが発見され、1958年(昭和33年)この地に再建された。

## 周辺
- 台東区立浅草小学校